# Rah Ahan Sports Club
Maillots
Le Rah Ahan Sports Club (en persan : باشگاه ورزشی راه‌آهن), plus couramment abrégé en Rah Ahan, est un club iranien de football fondé en 1937 et basé à Téhéran, la capitale du pays.
Il évolue en première division depuis la saison 2005-2006. Il est sponsorisé par les Chemins de fer de la république islamique d'Iran.

## Palmarès
| Compétitions nationales              |
| ------------------------------------ |
| - Coupe d'Iran : - Finaliste : 2009. |

## Personnalités du club

### Entraîneurs
| - Rasoul Madadnoei (1937 - 1940) - Amir Aboutaleb (1940 - 1942) - Parviz Aboutaleb (1942 - 1945) - Ivan Konov (1945 - 1950) - Ardeshir Laroudi (1950 - 1951) - Asghar Taghibeig (1951) - Mohamad Eshaghzadeh (1951 - 1953) - Nasser Ebrahimi (1953 - 1956) - Ghasem Tabibi (1956 - 1975) - Amir Aboutaleb (1975 - 1976) - Reza Vatankhah (1976 - 1982) - Ahmad Tousi (1982 - 1985) - Iraj Ghelichkhani (1985 - 1986) - Ali Givehei (1986 - 1987) - Majid Janani (1987 - 1990) - Masoud Eghabli (1990 - 1996) - Behrouz Tabani (1996 - 1900) - Mostafa Ghanbarpour (juillet 2000 - juillet 2002) - Hamid Derakhshan (juillet 2002 - juin 2003) - Abbas Mousivand (juin 2003 - juin 2004) - Firouz Karimi (juin 2004 - février 2006) | - Behrooz Tabani (mars 2006 - mai 2006) - Abbas Razavi (juin 2006 - novembre 2006) - Akbar Misaghian (décembre 2006 - février 2008) - Davoud Mahabadi (mars 2008 - octobre 2008) - Mahmoud Yavari (octobre 2008 - avril 2009) - Mehdi Tartar (avril 2009 - juin 2009) - Ernie Brandts (1er juillet 2009 - décembre 2009) - Mehdi Tartar (décembre 2009 - juin 2010) - Rasoul Korbekandi (juin 2010 - septembre 2010) - Mehdi Tartar (septembre 2010 - juillet 2011) - Ali Daei (juillet 2011 - mai 2013) - Mansour Ebrahimzadeh (juillet 2013 - juillet 2014) - Hamid Estili (juillet 2014 - février 2015) - Ali Latifi (février 2015) - Farhad Kazemi (février 2015 - septembre 2015) - Mehdi Tartar (septembre 2015 - février 2016) - Ioannis Topalidis (février 2016 - mai 2016) - Mehdi Pashazadeh (juillet 2016 - janvier 2017) - Sirous Dinmohammadi (janvier 2017 - octobre 2017) - Mohsen Bayatinia (depuis octobre 2017) |